# Erich Naumann
Erich Naumann (29. juni 1905 - henrettet 7. juni 1951) var en tysk Brigadeführer i Schutzstaffel (SS) og kommandant for Einsatzgruppe B, som var underlagt Sicherheitsdienst. 
Naumann blev født i Meissen i Sachsen. Seksten år gammel afsluttede han skolen og begyndte at arbejde i byen. I november 1929 meldte han sig ind i NSDAP som medlem nummer 170.257. Han blev fuldtidsmedlem af Sturmabteilung (SA) i 1933 og derefter politiofficer. I 1935 blev han tilknyttet SD. Fra november 1941 til februar eller marts 1943 var han kommandant for Einsatzgruppe B.
Ifølge rapporter, han sendte til Adolf Eichmann, var hans enhed i november 1941 ansvarlig for drab på 17.256 mennesker i Smolensk. Enheden havde, mens den var under Naumanns kommando tre lastbiler, som var bygget om til gaskamre. 

## Nürnbergprocessen
Han blev taget til fange af amerikanerne efter 2. verdenskrig og stillet for retten i Nürnberg under Einsatzgruppenprocessen. Han udtalte flere gange under processen, at han ikke så noget galt i det, Einsatzgruppen havde gjort. Da han blev spurgt, om han så noget moralsk galt i Adolf Hitlers ordre, svarede han, at han «anså dekretet for at være retfærdigt, fordi det var en del af vores mål med krigen og derfor nødvendigt». 
Han blev fundet skyldig i krigsforbrydelser, forbrydelser mod menneskeheden og medlemskab i kriminelle organisationer, det vil sige SS og SD. Han blev dømt til døden og blev hængt i Landsberg-fængslet 7. juni 1951.